# Hadena albipuncta
Hadena albipuncta är en fjärilsart som beskrevs av George Francis Hampson 1911. Hadena albipuncta ingår i släktet Hadena och familjen nattflyn. Inga underarter finns listade i Catalogue of Life.